# William Beaumont
William Beaumont (n. 21 noiembrie 1785 - d. 25 aprilie 1853) a fost chirurg american, cunoscut ca părintele studiului fiziologiei gastrice pentru cercetările sale în domeniul digestiei.

## Biografie
În 1811 Beaumont începe să studieze ca discipol al medicului Truman Powell la St. Albans Vermont. În perioada 1812 - 1815 este chirurg asistent pe frontul războiului din 1812
După încheierea războiului, Beaumont deschide un cabinet de consultații la Plattsburgh, New York, dar în 1819 revine pe front în calitate de chirurg.

## Alexis Saint Martin
Medic fiind, Beaumont îl are ca pacient pe Alexis Saint Martin, un tânăr canadian, care fusese rănit de o armă de vânătoare ce se descărcase accidental.
Folosind mijloacele rudimentare de atunci (luarea de sânge, administrarea de purgative, badijonările cu vin, acid clorhidric diluat și tinctură de asafoetida), încearcă să îi vindece rana care era destul de gravă.
Tânărul supraviețuiește, dar rămâne cu un orificiu prin care stomacul său comunica direct cu exteriorul corpului (așa-numita fistulă).
Rutina îngrijirii acestei leziuni i-a dat ideea lui Beaumont de a studia fiziologia digestiei.
De-a lungul timpului, a preluat mostre din conținutul gastric al pacientului său și a ajuns la concluzia că digestia gastrică nu este un proces mecanic (pe atunci se credea că stomacul "macină" hrana) ci unul chimic, în care acidul clorhidric joacă un rol important.